# 1979年大韓民國總統選舉
1979年大韓民國總統選舉是1979年12月6日於韓國舉行的第四共和國總統選舉。本次选举是朴正熙遇刺後的補選，結果由代理總統崔圭夏當選。

## 背景
1979年10月26日，朴正熙總統遇刺身亡，崔圭夏總理依第四共和国第48條代行總統職權。新民黨等反對黨要求立即修改憲法，並透過人民直選產生新總統。但崔圭夏代總統決定先根據現行間接選舉制憲法選舉新總統，然後再開始修改憲法，推动總統直選制。最終，由於現實問題和民意支持，新一屆總統選舉仍透過統一主體國民會議間接選舉的方式進行。
代總統崔圭河於11月10日發表特別講話，宣布參選總統選舉。他還承諾“将在任期内盡快修改憲法”，建立新的民主政府。12月3日，崔圭夏在郭尚勳等827名統一主體國民會議议员的推薦下登記為總統候選人。另外，执政的民主共和黨内部存在要求曾任总理的金鍾泌参选的声音，但金鍾泌表示无意成为維新體制下的間接選舉总统。

## 选举制度
根據第四共和國的維新憲法，總統由「統一主體國民會議」間接選舉產生，候選人需要有統一主體國民會議議員200人以上推薦，並獲得統一主體國民會議過半議員贊成當選。

## 选举结果
統一主體國民會議議員原本有2,583人，但有5人辭職，18人死亡，故选举前代表總數為2,560人，另外共有11名代表未出席選舉，因此最终投票议员数为2,549人。
| 选举人数 | 2,560 |
| 投票者数 | 2,549 |
| 投票率   | 99.6% |

| 选举人数   | 投票数 | 投票数 | 投票数 | 弃权数 | 得票   | 得票   | 得票   | 当选标记 |
| 选举人数   | 合計   | 有效   | 無效   | 弃权数 | 候选人 | 得票数 | 得票率 | 当选标记 |
| ---------- | ------ | ------ | ------ | ------ | ------ | ------ | ------ | -------- |
| 2,560      | 2,549  | 2,465  | 84     | 11     | 崔圭夏 | 2,465  | 96.70% | 當選     |
| 资料来源： |        |        |        |        |        |        |        |          |

## 后续
崔圭夏的任期原本應該在1984年結束，然而选举结束六天後全斗煥發動雙十二政變奪權，尽管全斗煥允許崔圭夏繼續執政，但已掌控实际权力。1980年8月16日在全斗煥的壓力下，崔圭夏以維護權力和平移交的傳統為藉口宣布下台，由國務總理朴忠勳代理總統，並再次召開統一主體國民會議選舉新任總統。